# Rio Buzd
O Rio Buzd é um rio da Romênia afluente do Rio Târnava Mare, localizado no distrito de Sibiu.